# Прошкін Олександр Анатолійович
Олександр Анатолійович Прошкін (рос. Алекса́ндр Анато́льевич Про́шкин; * 25 березня 1940, Ленінград, РРФСР) — радянський і російський кінорежисер, сценарист і актор. Заслужений діяч мистецтв РРФСР (1987). Лауреат Державної премії СРСР (1989). Народний артист Російської Федерації (1995). Кавалер ордена «За заслуги перед Вітчизною» IV ступеня (2000). Член президії Національної академії кінематографічних мистецтв і наук Росії. Лауреат російських і міжнародних фестивалів та кінопремій.

## Життєпис
У 1961 році закінчив акторське відділення факультету драматичного мистецтва Ленінградського театрального інституту ім. О. М. Островського (нині — Російський державний інститут сценічних мистецтв), майстерня Б. В. Зона.
У 1961—1966 рр. — актор і асистент режисера Ленінградського театру комедії під керівництвом М. П. Акімова.
У 1968 році закінчив Вищі режисерські курси сценаристів і режисерів при Держтелерадіо СРСР.
У 1968—1978 рр. — режисер Головної редакції літературно-драматичних програм Центрального телебачення Держтелерадіо СРСР.
З 1978 року — режисер творчого об'єднання «Екран».
З 1986 року — режисер-постановник кіностудії «Мосфільм».
Поставив понад тридцять телеспектаклів і фільмів.
У 2014 році був головою журі XXII кінофестивалю «Віват кіно Росії!». Нагороджений призом «За духовність в культурі».
Керував майстернею на факультеті режисури Московського інституту телебачення і радіомовлення «Останкіно» (2014—2015).
Керівник майстерні кінорежисури на Вищих курсах кіно і телебачення ВДІК.
Член президії Національної академії кінематографічних мистецтв і наук Росії.

### Особисте життя
- Син: Прошкін Андрій Олександрович (нар. 1969) — російський кінорежисер, сценарист, лауреат російських і міжнародних фестивалів та кінопремій.

## Фестивалі та премії
- 1988 — Всесоюзний телефестиваль: Головний приз (1984—1986 «Михайло Ломоносов»)
- 1988 — Всесоюзний кінофестиваль: Головний приз (1987 «Холодне літо п'ятдесят третього…»)
- 1989 — Кінопремія «Ніка» (за 1988 рік): За найкращий ігровий фільм (1987 «Холодне літо п'ятдесят третього…»)[5]
- 1989 — Державна премія СРСР (1987 «Холодне літо п'ятдесят третього…»)
- 1989 — МКФ в Валансьєнні: Гран-прі (1987 «Холодне літо п'ятдесят третього…»)
- 2000 — МКФ «Лістапад» в Мінську: Гран-прі «Золото „Лістапада“» (2000 «Російський бунт»)
- 2000 — Берлінський міжнародний кінофестиваль: Участь в Основній програмі (2000 «Російський бунт»)
- 2000 — ВРКФ «Кінотавр» в Сочі: Спеціальний приз журі (2000 «Російський бунт»)
- 2003 — КФ «Вікно в Європу» у Виборзі: Спеціальний приз журі за режисуру (2003 «Тріо»)
- 2006 — Премія «Золотий орел»: За найкращий телевізійний серіал (2005 «Доктор Живаго»)
- 2007 — МКФ слов'янських і православних народів «Золотий витязь»: Приз «Срібний витязь» за найкращий телевізійний ігровий фільм (2005 «Доктор Живаго»)
- 2008 — Всеросійський Шукшинський кінофестиваль на Алтаї: Гран-прі (2008 «Живи і пам'ятай»)
- 2008 — МФ фільмів про права людини «Сталкер» в Москві: Приз ім. В. Фріда (2008 «Живи і пам'ятай»)
- 2008 — ВРКФ «Кінотавр» в Сочі: Приз за найкращу режисуру (2008 «Живи і пам'ятай»)
- 2009 — КФ «Віват кіно Росії!» в Санкт-Петербурзі: Приз за найкращу режисуру (2008 «Живи і пам'ятай»)
- 2009 — МКФ слов'янських і православних народів «Золотий витязь»: «Срібний витязь» і Диплом фестивалю в конкурсі художніх фільмів (2008 «Живи і пам'ятай»)
- 2009 — РКФ «Література і кіно» в Гатчині: Гран-прі «Гранатовий браслет» за найкращий фільм (2008 «Живи і пам'ятай»)
- 2009 — Московський міжнародний кінофестиваль: Спеціальний приз журі «Срібний Георгій» (2009 «Диво»)[6]
- 2009 — МФ фільмів про права людини «Сталкер» в Москві: Приз «Сталкер» за найкращий ігровий фільм (2009 «Диво»)
- 2009 — Міжнародний благодійний КФ «Променистий ангел» в Москві: Спеціальний приз журі за режисуру (2009 «Диво»)
- 2012 — Montreal World Film Festival: Приз «За видатний художній внесок» (Best Artistic Contribution)[7]
- 2013 — XI Міжнародний фестиваль військового кіно ім. Ю. М. Озерова: Гран-прі «Золотий меч» і приз «Золотий меч» за найкращу режисуру (2012 «Спокута»)[8]
- 2015 — Міжнародний кінофестиваль в Якутії: в конкурсі арктичного кіно журі під керівництвом Олександра Міндадзе нагородило Призом «Золоті снігові окуляри» фільм «Райські кущі» (2015)[9] та ін.

## Фільмографія

### Режисер-постановник
- «Червоний гриб» (1966—1967 (?), короткометражний)
- «Закон п'ятого поверху» (1966, фільм-вистава)
- «Митя» (1967, фільм-спектакль)
- «Випадок в готелі» (1967, фільм-спектакль)
- «Секретна справа Йоганна Гутенберга» (1968, фільм-спектакль)
- «Мер району Саніта» (1969, фільм-спектакль)
- «Фургон» (1969, фільм-спектакль)
- «Дев'ять правил ганьби» (1970, фільм-спектакль)
- «Записки Піквікського клубу» (1972, фільм-спектакль)
- «Він прийшов» (1973, фільм-спектакль)
- «Ольга Сергіївна» (1975, т/ф, 8 с; за повістю Е. Радзинського «Спогади…»)
- «Доктор філософії» (1976, фільм-спектакль)
- «Стратегія ризику» (1978, т/ф, 3 с)
- «Інспектор Гулл» (1979, т/ф, 2 с)
- «Приватна особа» (1980, т/ф, 3 с)
- «Небезпечний вік» (1981)
- «Знову я відвідав…» (І. М. Смоктуновський читає вірші О. С. Пушкіна)
- «Михайло Ломоносов» (1984—1986, історико-біографічний серіал, 9 с)
- «Холодне літо п'ятдесят третього…» (1987)
- «Микола Вавилов» (1990, т/ф, 6 с, СРСР—ФРН)
- «Побачити Париж і померти» (1992)
- «Чорна вуаль» (1995)
- «Російський бунт» (2000, за мотивами творів О. С. Пушкіна «Капітанська дочка» і «Історія Пугачова»)
- «Тріо» (2003)
- «Доктор Живаго» (2005, телесеріал; екранізація однойменного роману Бориса Пастернака)
- «Живи і пам'ятай» (2008, екранізація однойменної повісті Валентина Распутіна)
- «Диво» (2009)
- «Спокута» (2011, за однойменним романом Фрідріха Горенштейна)
- «Охорона» (2015)
- «Райські кущі» (2015, за мотивами п'єси Олександра Вампілова «Качине полювання») та ін.
- «Назад у степ до сарматів» (2020)

### Сценарист
- «Інспектор Гулл» (1979, т/ф, 2 с)
- «Микола Вавилов» (1990, т/ф, 6 с, СРСР—ФРН; у співавт. з С. Дяченком і Ю. Арабовим)
- «Чорна вуаль» (1995, у співавт. з С. Говорухіним і А. Дмитрієвим)
- «Тріо» (2003, у співавт. з О. Міндадзе)
- «Живи і пам'ятай» (2008, у співавт. з О. Родіоновим; екранізація однойменної повісті В. Распутіна)
- «Охорона» (2015, у співавт. з Ю. Арабовим)
- «Райські кущі» (2015, у співавт. з О. Родіоновим; за мотивами п'єси Олександра Вампілова «Качине полювання»;)
- «Назад у степ до сарматів» (2020, у співавт.)

### Актор
- «Скупий» (1964, фильм-спектакль)
- «Ольга Сергіївна» (1975, т/ф, 8 с; кінорежисер на зйомках фільму в Криму (немає в титрах)
- «Михайло Ломоносов» (1984—1986, т/ф, 9 с; Сумароков (епізод, немає в титрах) і озвучування — текст від автора за кадром)
- Кіножурнал «Фітіль»: «Знедолені» (1990, №342)

### Участь у фільмах
- Брав участь в ряді документальних фільмів, присвячених мистецтву кіно і акторам (зокрема, пам'яті акторів Анатолія Папанова, Валерія Прийомихова, Ірини Метлицької, Олега Янковського)